# کلاوسون (میشیگان)
کلاوسون، میشیگان (به انگلیسی: Clawson, Michigan) یک شهر در ایالات متحده آمریکا با جمعیت ۱۱٬۸۲۵ نفر است که در میشیگان واقع شده‌است.